# Aynalem Hailu
Aynalem Hailu (ur. 12 października 1986 w Aynalem) – piłkarz etiopski grający na pozycji środkowego obrońcy.

## Kariera klubowa
Swoją karierę piłkarską Aynalem rozpoczął w klubie Defence Force SC ze stolicy kraju, Addis Abeby. W jego barwach zadebiutował w 2006 roku w pierwszej lidze etiopskiej. W sezonie 2012/2013 zdobył z nim Puchar Etiopii. W 2013 przeszedł do Dedebitu, z którym w sezonie 2012/2013 wywalczył mistrzostwo kraju. Następnie grał w Dashen Beer FC (2013-2016), Dedebicie (2016-2017), Fasil Kenema SC (2017-2018) i Welwalo Adigrat University FC (2019-2020).

## Kariera reprezentacyjna
W reprezentacji Etiopii Aynalem zadebiutował 25 sierpnia 2011 roku w przegranym 1:2 towarzyskim meczu z Sudanem. W 2013 roku został powołany do kadry na Puchar Narodów Afryki 2013. Od 2011 do 2014 wystąpił w kadrze narodowej 22 razy.